# Ryan Edmondson
Ryan David Edmondson (Harrogate, 20 maggio 2001) è un calciatore inglese, attaccante dei C.C. Mariners.

## Caratteristiche tecniche
É un attaccante abile nel gioco aereo e nel difendere il pallone.

## Carriera

### Club
Dopo essere stato scartato in un provino dall'Huddersfield Town Edmondson nel 2015, all'età di 14 anni, entra a far parte del settore giovanile dello York City. Dopo un biennio con i Minstermen nella stagione 2017-2018 nonostante la giovane età inizia a venire aggregato alla prima squadra, militante in National League North (sesta divisione inglese): il 17 ottobre 2017 fa il suo esordio, giocando da titolare la sfida vinta per 2-1 contro il Brackley Town: così facendo, all'età di 16 anni e 140 giorni, diventa il terzo giocatore più giovane nella storia del club. Il successivo 15 novembre si trasferisce a titolo definitivo al Leeds Utd, club di seconda divisione, con cui firma un contratto valevole fino al termine della stagione 2019-2020.
Anche qui viene inizialmente aggregato alle giovanili del club, ma dopo breve tempo inizia ad alternarsi tra l'Under-19 e la prima squadra, con cui prima della fine della stagione riesce anche ad esordire: in particolare, scende in campo nell'ultima giornata di campionato, il 6 maggio 2018, subentrando dalla panchina in una vittoria casalinga per 2-0 contro i londinesi del QPR, all'età di 16 anni e 351 giorni. Il 7 agosto 2018 firma un nuovo contratto triennale con il club, prolungandolo quindi fino al 2021, e dopo breve tempo lo prolunga ulteriormente, questa volta fino al termine della stagione 2022-2023. Nelle stagioni 2018-2019 e 2019-2020 oltre a continuare a giocare nelle giovanili dei Whites viene ancora saltuariamente aggregato alla prima squadra (collezionerà in totale 6 apparizioni in panchina), giocandovi anche un'ulteriore partita, ovvero la sconfitta casalinga per 2-1 contro il Birmingham City del 22 settembre 2018.
Il 31 luglio 2020 viene ceduto in prestito fino al gennaio del 2021 all'Aberdeen, club della prima divisione scozzese; già nella prima giornata della stagione (una sconfitta casalinga per 1-0 contro i Rangers), Edmondson fa il suo esordio con gli scozzesi; poco tempo dopo il suo esordio subisce in allenamento un infortunio ad una caviglia, che sembrava doverlo tenere lontano dai campi di gioco per diversi mesi: in realtà riuscirà ad anticipare i tempi di recupero ed a tornare in campo già il 20 settembre; pochi giorni dopo, il 24 settembre 2020, esordisce anche nelle competizioni UEFA per club, subentrando dalla panchina nella partita dei turni preliminari di Europa League persa per 1-0 sul campo dei portoghesi dello Sporting Lisbona. Il 20 ottobre segna invece una doppietta contro l'Hamilton Academical: si tratta in assoluto delle sue prime reti in carriera tra i professionisti, oltre che, di fatto, anche delle uniche due segnature che realizza con la maglia dell'Aberdeen, che lascia alla scadenza naturale del prestito dopo un totale di 16 partite ufficiali giocate (14 delle quali nella prima divisione scozzese). Il 14 gennaio 2021, subito dopo essere rientrato al Leeds United, viene nuovamente ceduto in prestito: questa volta passa fino a fine stagione al Northampton Town, nella terza diviisone inglese. Durante la sua permanenza ai Cobblers scende in campo con grande regolarità (21 presenze, 13 delle quali da titolare), segnando tuttavia solamente 2 reti.
L'11 giugno 2021 viene ceduto in prestito per un anno al Fleetwood Town, altro club della terza divisione inglese: se in campionato non trova molto spazio (11 presenze, ma solamente 3 da titolare), riesce invece a giocare da titolare nelle varie coppe nazionali inglesi, disputando un incontro in FA Cup, un incontro in Coppa di Lega e 4 incontri nel Football League Trohpy, competizione in cui segna anche 2 reti, le sue uniche in competizioni ufficiali con la maglia del Fleetwood Town, che il 4 gennaio 2022 termina (consensualmente con il Leeds United) il prestito dell'attaccante, che comunque già il giorno stesso viene prelevato sempre in prestito da un altro club, ovvero il Port Vale, formazione di quarta divisione in lotta per la promozione nella categoria superiore. Per Edmondson l'esperienza con i Valiants è sicuramente più positiva: con 3 reti in 21 presenze (19 in campionato e 2 nei play-off) contribuisce infatti a conquistare la promozione in terza divisione, che arriva proprio in seguito alla vittoria dei play-off.
Il 23 giugno 2022 viene ceduto gratuitamente al Carlisle Utd, club della quarta divisione inglese, con cui firma un contratto biennale. Nella sua prima stagione vince (per il secondo anno di fila) i play-off della quarta divisione inglese, nei quali gioca 3 partite (segnando anche uno dei calci di rigore grazie a cui il suo club sconfigge lo Stockport County in finale, che aggiunge alle altre 23 (con 4 reti segnate) nel resto del campionato, giocando tra l'altro in un ruolo diverso da quello ricoperto nel resto della carriera (abbandona infatti la sua classica posizione da punta centrale per venire schierato come esterno offensivo); l'anno seguente segna invece un gol in 18 presenze in terza divisione, rescindendo consensualmente il suo contratto (dopo un bilancio totale di 7 reti in 52 presenze tra tutte le competizioni ufficiali) il 18 gennaio 2024, per trasferirsi a giocare in Australia: il successivo 26 gennaio firma infatti un contratto di due anni e mezzo con i C.C. Mariners, club della prima divisione australiana, portato in squadra per volontà di Mark Jackson, tecnico del club e suo ex allenatore nelle giovanili del Leeds United. Nel suo primo scampolo di stagione nel club segna 4 reti in 15 presenze nella prima divisione australiana e 3 reti (tutte nella semifinale interzonale contro i cambogiani del Phnom Penh Crown) in 7 presenze in Coppa dell'AFC, conquistando in breve tempo tre trofei: oltre al A-League Championship, infatti, il club gialloblu si aggiudica per l'appunto il campionato e la Coppa dell'AFC (primo successo continentale nella storia del club); Edmondson risulta inoltre decisivo per la vittoria del campionato, dal momento che nella finale per l'assegnazione del titolo, in cui la sua squadra si impone sul Melbourne Victory con il punteggio di 3-1, realizza una doppietta e viene premiato con la Joe Marston Medal, ovvero il trofeo spettante al miglior giocatore in campo nella finale del campionato australiano. Nella stagione 2024-2025, oltre a continuare a giocare con regolarità nella prima divisione australiana, l'attaccante inglese fa anche il suo esordio in AFC Champions League, nella cui fase a gironi gioca 5 partite (a cui aggiunge anche 2 presenze nei turni preliminari della medesima coppa).

### Nazionale
Nel 2019 ha realizzato una rete in 3 presenze con la maglia della nazionale inglese Under-19.

## Palmarès

### Club

#### Competizioni nazionali
- A-League Premiership: 1

Central Coast Mariners: 2023-2024
- Campionato australiano: 1

Central Coast Mariners: 2023-2024

#### Competizioni internazionali
- Coppa dell'AFC: 1

Central Coast Mariners: 2023-2024

### Individuale
- Joe Marston Medal: 1

2024